# إرنيست بابا آركو
إرنيست بابا أركو (مواليد 12 مايو 1984) هو لاعب كرة قدم غاني في مركز الهجوم، كان يلعب في الدوري المصري الممتاز لكرة القدم مع نادي الإنتاج الحربي. حقق إرنيست لقب هدّاف الدوري المصري الممتاز مع نادي طلائع الجيش في موسم 2008–09.

## روابط خارجية
- إرنيست بابا آركو على موقع قاعدة بيانات كرة القدم.إي يو (الإنجليزية)
- إرنيست بابا آركو على موقع ناشيونال فوتبول تيمز (الإنجليزية)